# Sbírka kiksů
Sbírka kiksů s podtitulem živě z Balbínky (2008) je čtvrté album Jiřího Schmitzera. Obsahuje 24 písniček, z nichž většina vyšla již na autorových starších albech. Album je mimořádné tím, že na něj Schmitzer vybral skladby, které si nepamatuje nebo je neumí a tak program koncertu zachraňuje improvizacemi.

## Písničky
1. Kaluž – rozhlasový singl
2. Hana
3. Váhavý chodec
4. Malířem stává se
5. Jde za mnou vrásek pár
6. Chtěl bych se potkat včerejší a dnešní
7. Čas
8. V ruce sekyru maje
9. Zemřel pes
10. Slyšet je za šera
11. Kde je louka, je blízko les
12. Dáme ti otázku
13. Ó já ubohý
14. Bynďa
15. Loutka
16. Japonec
17. Snad prominete mi povahu mou, dámy
18. Víla
19. Rodina
20. Instrumentálka
21. Parta
22. To mě na ní mrzí
23. Bouda
24. Ukolébavka